# 劉圖南
劉圖南（1734年—卒年不詳），字九培，號北溟。江蘇省常州府武進縣（今屬常州市武進區）人，清朝政治人物。

## 生平
監生。
乾隆三十三年（1768年）戊子科江南鄉試舉人，充四庫館分校（記過四次）。玉牒館纂修。
四十八年（1783年）協辦內閣侍讀，文淵閣檢閱，內閣中書（記過十四次）。
內閣典籍。俸滿以同知用，簡發廣西。
署桂林府督捕同知。
署南寧府知府，思恩府百色理苗同知。
南寧府同知。

## 家族
劉圖南為武進西營劉氏第十五世。
- 父：劉綸。
- 叔：劉星煒。
- 弟：劉躍雲、劉召揚。
- 從弟：劉謹之、劉種之。
- 姪：劉逢祿。
- 姻婭：蔣熊昌。

### 妻妾
- 正室：許氏，誥封宜人。許銓之女。
- 無側室。

### 子女
皆正室所生。
- 長子：劉逢年（1759年－卒年不詳）字念疇，監生。娶福建龍溪知縣金拱閶之女。
- 次子：劉逢時，早卒。
- 三子：劉逢會（1763年－卒年道光不詳）字杏林，監生。娶乾隆二十八年進士、安徽穎州知府蔣熊昌之女
- 四子：劉逢裕（1765年－1785年）。
- 五子：劉逢繼，早卒。

- 繼女：適浙江監生邵宸楓。